# Baisha
För andra betydelser, se Baisha (olika betydelser).
Baisha, tidigare romaniserat Paksha, är ett autonomt härad för lifolket i Hainan-provinsen i sydligaste Kina.